# Duronia
Duronia ist eine Gemeinde (comune) in der italienischen Region Molise und der Provinz Campobasso. Die Gemeinde liegt in den Apenninen etwa 20 Kilometer westnordwestlich von Campobasso, hat 393 Einwohner (Stand 31. Dezember 2023) und grenzt unmittelbar an die Provinz Isernia. Im äußersten Nordwesten der Gemeinde fließt der Trigno.